# Tachyta angulata
Tachyta angulata är en skalbaggsart som beskrevs av Kirby. Tachyta angulata ingår i släktet Tachyta och familjen jordlöpare. Inga underarter finns listade i Catalogue of Life.